# 聖歐爾發堂

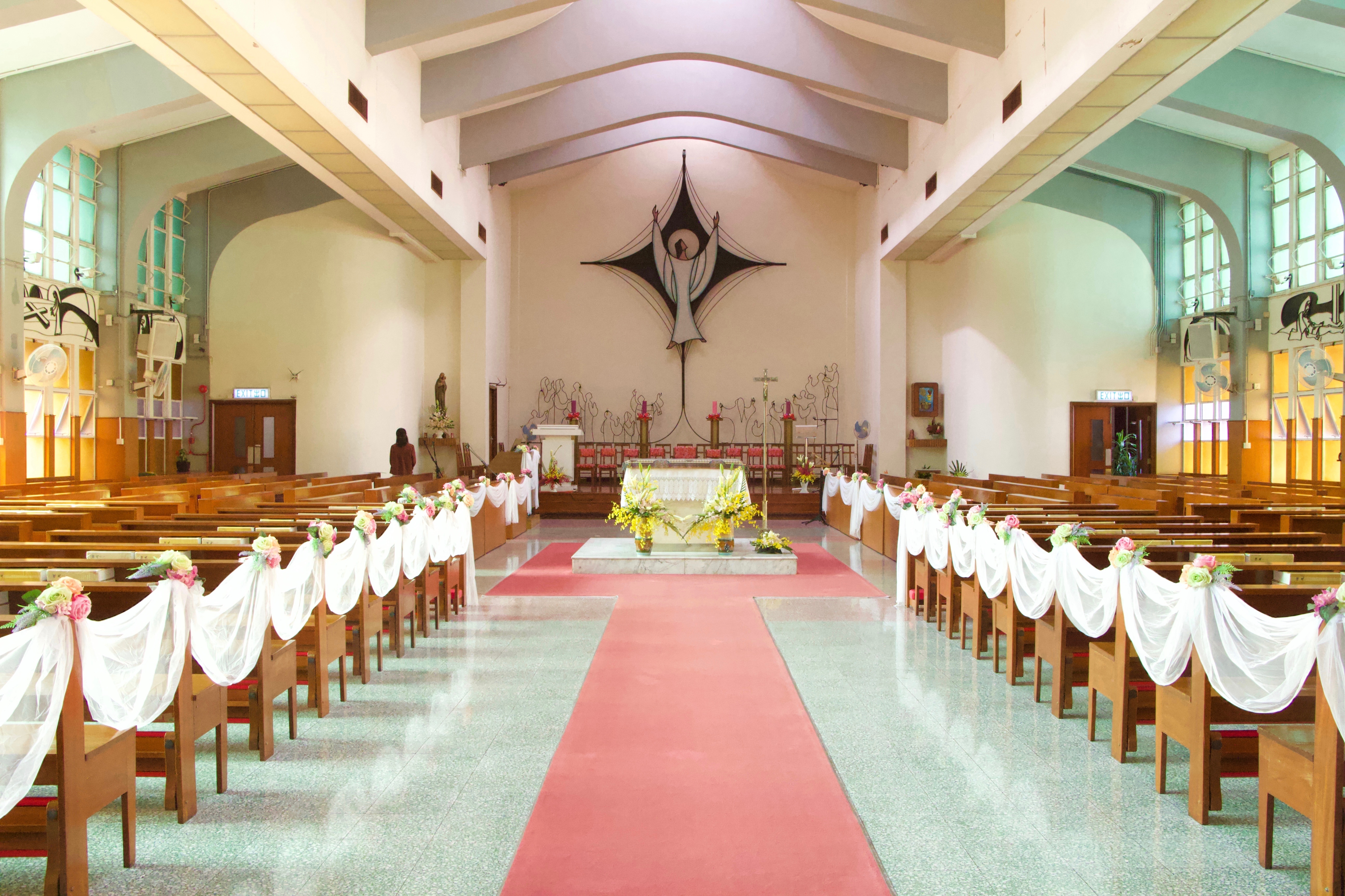
內部景觀

沙田聖歐爾發堂（英語：St. Alfred's Church）是香港一所天主教教堂，位於沙田文禮路19-21號。

## 牧職人員
- 主任司鐸：熊振仁神父（Rev. Luc Rene Young Chen Yin, OMI）
- 助理司鐸：馮景豪神父（Rev. Dominic Fung King Ho, OMI）

## 堂區服務範圍及時間
此堂區主要服務大圍區的信徒。
堂區辦公室辦公時間：
星期一、三：09:00-12:30
星期二、四、六、日：09:00-12:30; 14:00-18:00
星期五及公眾假期：辦公室職員休息

## 彌撒及禮儀時間

### 聖歐爾發堂
- 主日彌撒：07:30（粵語）、9:00（英語）、10:30（粵語）、18:00（粵語）、13:00（每月第二及四個主日，他加祿語）
- 星期六提前彌撒：18:00（粵語）
- 平日彌撒：07:00（粵語）

## 外部連結
- 聖歐爾發堂官方網站 （页面存档备份，存于）

1. ↑  .   [2022-03-18]. （原始内容存档于2022-01-09）.